# Бейдуллаева, Говхар Камран кызы
Говхар Камран кызы Бейдуллаева (азерб. Gövhər Bəydullayeva; род. 23 апреля 2003, Эз-Зильфи, Эр-Рияд) — азербайджанская шахматистка, гроссмейстер среди женщин (2022). Член сборной Азербайджана по шахматам. Серебряный призёр командного чемпионата Европы 2023.

## Карьера
В 2015 году выиграла молодёжный чемпионат Азербайджана по шахматам в возрастной группе девушек до 12 лет. В 2016 году  повторила этот успех в возрастной группе девушек до 14 лет.
В 2013 году выиграла молодёжный чемпионат Европы по быстрым шахматам в возрастной группе девушек до 10 лет.
Неоднократно представляла Азербайджан на молодёжных чемпионатах Европы по шахматам и молодёжных чемпионатах мира по шахматам в разных возрастных группах, где  завоевала три медали: золотую (в 2017 году на молодежном чемпионате Европы по шахматам в возрастной группе девушек до 14 лет) и две серебряные (в 2014 году на молодёжном чемпионате Европы по шахматам в возрастной группе девушек до 12 лет и в 2015 году на молодёжном чемпионате Европы по шахматам в возрастной группе девушек до 12 лет).
В августе 2018 года заняла 4-е место на молодёжном чемпионате Европы по шахматам в возрастной группе девушек до 16 лет.
В 2017 году в Риге участвовала в индивидуальном чемпионате Европы по шахматам среди женщин.
Победила на Кубке АШФ памяти Михаила Ботвинника, выиграв все матчи.
Выступала за сборную Азербайджана на 42-й шахматной Олимпиаде в Баку на третьей доске (+3, =6, -2).
Чемпионка мира 2022 года среди шахматисток до 20 лет (Сардиния, Италия).
Чемпионка мира 2023 года среди шахматисток до 20 лет (рапид), бронзовая призёрка (блиц).
Серебряный призёр командного чемпионата Европы 2023.
На чемпионате Азербайджана 2025 заняла второе место.